# RbbKultur
Kulturradio és una emissora de ràdio pública alemanya amb seu a Berlín, dedicada a la música clàssica i a la cultura. És propietat de Rundfunk Berlin-Brandenburg (RBB), una organització de radiodifusió pública dels länder de Berlín i de Brandenburg. La seva difusió es fa per freqüència modulada.

Antic logo de Kulturradio

És el resultat de la fusió de Radio 3 (pertanyent a l'ORB, antiga organització de radiodifusió de Brandenburg) i Radio Kultur (propietat de SFB, antiga organització de radiodifusió per a Berlín Occidental i després de Berlín). De fet, l'ORB i l'SBB s'han fusionat. El 6 de maig de 2019 va canviar el seu nom a rbbKultur.

## Programació
La seva programació és en gran manera musical. Es transmeten petits curts d'informació dia rere dia, amb èmfasi en la política internacional, nacional i regional i la cultura regional. Durant les grans seccions musicals que abasten la major part del dia, alguns breus reportatges i entrevistes interrompen el programa aproximadament dues vegades per hora.
Des del matí fins a principis del vespre, l'elecció musical es limita a peces breus molt conegudes i poc exigents. Durant el vespre fins a la mitjanit, els programes inclouen transmissions musicals especialitzades, que inclouen retransmissions completes de concerts en directe o retransmissions, lectures literàries, obres de ràdio fictícies, revistes dedicades a temes culturals o científics i reportatges llargs.
Des de mitjanit fins a primera hora del matí, Kulturradio adopta la programació conjunta de les diverses ràdios culturals alemanyes, l'"ARD-Nachtkonzert" (concert nocturn de l'ARD, l'associació d'organitzacions de radiodifusió regional que també produeix el primer canal de televisió nacional), molt conegut per la seva diversitat d'obres i compositors i per l'aprofundiment dels seus temes.

## Recepció
Analògica (VHF)
- Berlín/Havelland, Standort Berlin (Scholzplatz): 92,4 MHz
- Prignitz, Standort Pritzwalk: 91,7 MHz
- Uckermark, Standort Casekow: 104,4 MHz
- Märkisch-Oderland, Standort Booßen: 96,8 MHz
- Teltow-Fläming, Standort Bad Belzig: 100,2 MHz
- Oberspreewald-Lausitz, Standort Calau: 104,4 MHz

Digital (DAB+)
- Berliner Fernsehturm: Canal 7D (10 kW)
- Berlin-Scholzplatz: Canal 10B i 7D (jeweils 10 kW)
- Frankfurt/Oder: Canal 10B (10 kW)
- Pritzwalk: Canal 10B (10 kW)
- Cottbus-Stadt: Canal 10B (1 kW)
- Calau: Canal 10B (10 kW)
- Casekow: Canal 10B (10 kW)

Cable
- Berlín: 95,35 MHz
- Potsdam: 98,45 MHz
- supraregional en digitalen Kabelnetz

satèl·lit
- Astra 1H a la posició 19,2 ° est, transponedor 93, 12.266 GHz, polarització horitzontal, velocitat de símbol 27,5 MSymb / s, FEC 3/4

Internet
- Livestream (amb RealPlayer i Windows Media Player) al web de rbbKultur